# Laophontodes mourois
Laophontodes mourois is een eenoogkreeftjessoort uit de familie van de Ancorabolidae. De wetenschappelijke naam van de soort is voor het eerst geldig gepubliceerd in 2003 door Arroyo, George, Benito & Maldonado.